# Duiquer de Maxwell
El duiquer de Maxwell (Philantomba maxwellii) és un petit duiquer de l'oest d'Àfrica. Aquest animal assoleix una mida de 75 centímetres de llarg, amb una alçada típica a l'espatlla d'uns 35 centímetres i pesa uns 5 quilograms. Té un pelatge marró grisenc o gris, amb la regió ventral blanca i marques blanques a la cara. Tanmateix, hi ha casos rars que tenen un pelatge blavós, gairebé porpra. Els duiquers de Maxwell viuen en selves pluvials de plana, on s'alimenten d'herbes, fruits i arbustos.
Fou anomenat en honor del militar britànic Charles William Maxwell.